# Rsh
Pour les articles homonymes, voir RSH.
rsh (de l'anglais remote shell) est une commande de shell sous UNIX ou LINUX.
Ce programme est issu du package rlogin, et permet de se connecter (logger) sur une autre machine pour exécuter une unique commande. Pour pouvoir le faire, il faut que le compte utilisé soit reconnu par la machine distante. Pour être reconnu, l'utilisateur doit avoir un compte avec le même nom sur la machine distante et, en plus, il doit avoir correctement configuré son fichier .rhosts.
Pour des raisons de sécurité, les administrateurs peuvent bloquer les accès rsh. Aujourd'hui, on lui préfère SSH.